# Axiom Verge
Axiom Verge je videohra žánru metroidvania od amerického nezávislého vývojáře Thomase Happa. Hra byla původně vydána v březnu 2015 v Severní Americe a pak v dubnu 2015 v Evropě a Austrálii pro PlayStation 4. Byla vydána v květnu 2015 pro Microsoft Windows, OS X a Linux. Verze pro PlayStation Vita byla vydána v dubnu 2016. Verze pro Wii U a Xbox One byly vydány v Severní Americe a Evropě v září 2016. Verze Nintendo Switch byla vydána v říjnu 2017.
Jde o akční adventuru s bočním posuvem, kde hráč ovládá postavu jménem Trace. Trace je vědec, který se poté, co utrpěl ochromující zranění, probudí ve starověkém, technologicky vyspělém světě. Hra se zaměřuje na akci a průzkum. Obsahuje více než 60 předmětů a vylepšení. Hratelnost je podobná klasickým[ujasnit] hrám, jako Metroid, Contra, Blaster Master a Bionic Commando. 